# &TEAM学園
『&TEAM学園』（エンティームがくえん）は、Huluで配信中のバラエティ番組である。ダイジェスト版は日本テレビで毎週土曜14:30 - 15:00（JST）に放送中。

## 出演者
- &TEAM

## スタッフ
- 企画：植野浩之
- ナレーター：木村昴
- 構成：北原ゆき

〈技術〉
- TM：望月達史
- SW：早川智晃、福田伸一郎【週替り】
- CAM：中村哲也
- MIX：原秀彰
- PA：藤原靖久
- 照明：村上洋平
- 編集：阿部楓、萩原誠【週替り】
- MA：釜井敬典、山田一宏、原田雅代【週替り】
- 音効：佐藤裕二（KRエンタープライズ）
- 技術協力：STUDIO 38【毎週】、NiTRO【週替り】

〈美術〉
- 美術プロデューサー：葛西剛太
- デザイナー：浅田一花、佐藤裕乃
- 大道具：清水綾乃
- 特効：内山栄一
- 衣装デザイン：大門真優子
- タイトル・CGデザイン：熊谷千恵子
- デスク：保坂淳子
- ディレクター：豊永満、松本匡貴、大脇光貴、田中十萌、後藤北斗/絹川翔瑠、山田壮平、吉井直己、白旗萌朔【毎週】、新井由梨、張貴蘭【週替り】
- 演出：川平秀二（デージカンパニー）
- プロデューサー：前田直敬、増田俊二郎、小島康嗣、峯亜希子【毎週】、福島英人【週替り】
- 制作：南波昌人
- 制作協力：Salvage
- 製作著作：日本テレビ